# Sphex paulinierii
Sphex paulinierii är en biart som beskrevs av Guérin-Méneville 1843. Sphex paulinierii ingår i släktet Sphex och familjen grävsteklar. Inga underarter finns listade i Catalogue of Life.